# Tazewell County (Virginia)
Tazewell County ist ein County im Bundesstaat Virginia der Vereinigten Staaten. Im Jahr 2020 hatte das County 40.429 Einwohner und eine Bevölkerungsdichte von 30 Einwohner pro Quadratkilometer. Der Verwaltungssitz (County Seat) ist Tazewell. Das County gehört zu den Dry Countys, was bedeutet, dass der Verkauf von Alkohol eingeschränkt oder verboten ist.

## Geographie
Tazewell County liegt im Südwesten von Virginia, grenzt im Norden an West Virginia und hat eine Fläche von 1347 Quadratkilometern ohne nennenswerte Wasserfläche. Es grenzt im Uhrzeigersinn an folgende Countys: Bland County, Smyth County, Russell County und Buchanan County.

## Geschichte
Gebildet wurde es am 20. Dezember 1799 aus Teilen des Russell County und des Wythe County. Benannt wurde es nach Henry Tazewell, einem Richter und US-Senator aus Virginia.

## Demografische Daten

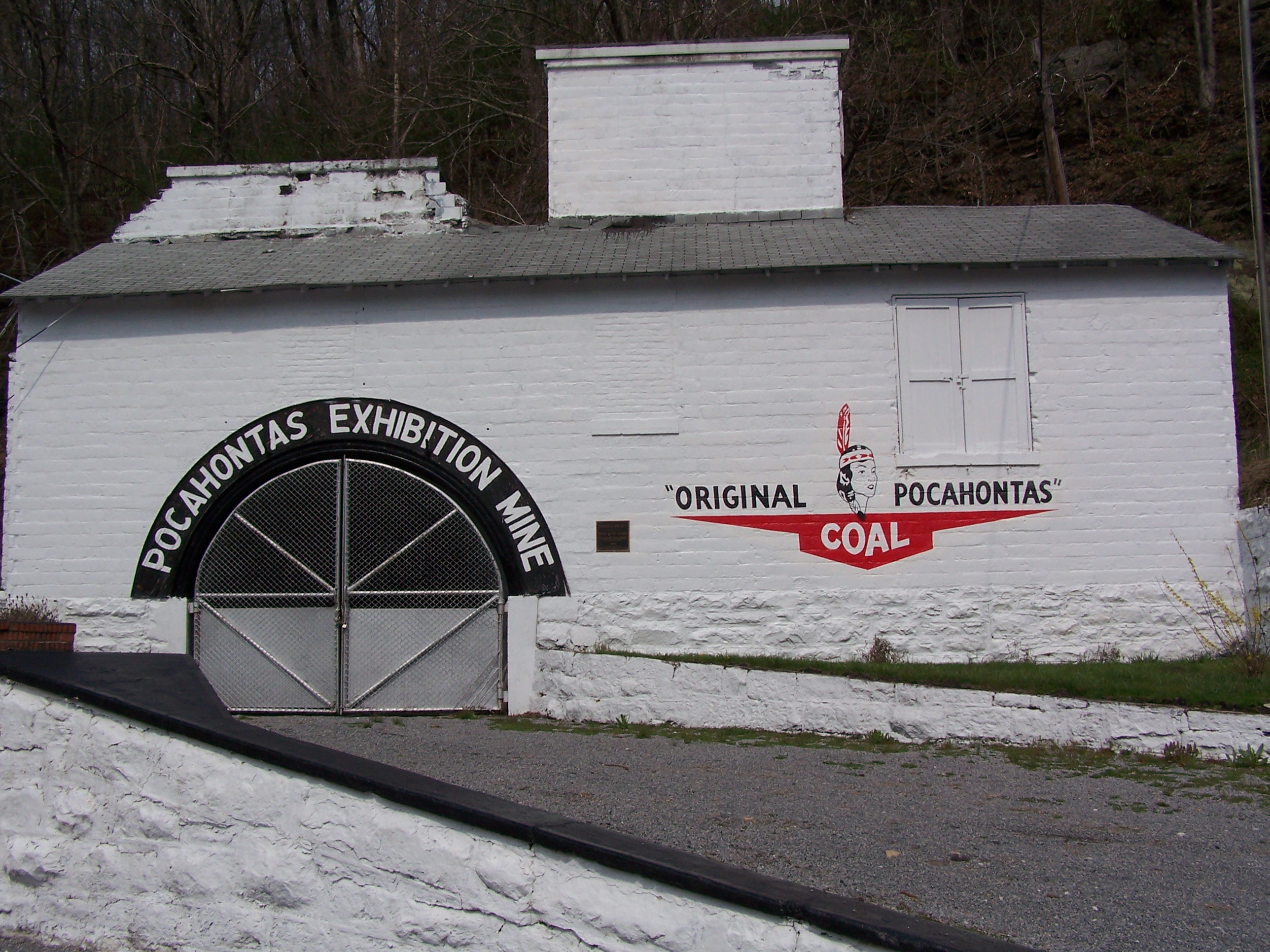
Pocahontas-Ausstellung in einer Kohlemine

Alterspyramide des Tazewell County

Nach der Volkszählung im Jahr 2000 lebten im Tazewell County 44.598 Menschen in 18.277 Haushalten und 13.232 Familien. Die Bevölkerungsdichte betrug 33 Einwohner pro Quadratkilometer. Ethnisch betrachtet setzte sich die Bevölkerung zusammen aus 96,16 Prozent Weißen, 2,29 Prozent Afroamerikanern, 0,17 Prozent amerikanischen Ureinwohnern, 0,61 Prozent Asiaten und 0,16 Prozent aus anderen ethnischen Gruppen; 0,62 Prozent stammten von zwei oder mehr Ethnien ab. 0,51 Prozent der Bevölkerung waren spanischer oder lateinamerikanischer Abstammung.
Von den 18.277 Haushalten hatten 28,7 Prozent Kinder und Jugendliche unter 18 Jahre, die bei ihnen lebten. 58,2 Prozent waren verheiratete, zusammenlebende Paare, 10,8 Prozent waren allein erziehende Mütter, 27,6 Prozent waren keine Familien, 25,2 Prozent waren Singlehaushalte und in 11,9 Prozent lebten Menschen im Alter von 65 Jahren oder darüber. Die Durchschnittshaushaltsgröße betrug 2,40 und die durchschnittliche Familiengröße lag bei 2,85 Personen.
Auf das gesamte County bezogen setzte sich die Bevölkerung zusammen aus 21,4 Prozent Einwohnern unter 18 Jahren, 8,4 Prozent zwischen 18 und 24 Jahren, 27,2 Prozent zwischen 25 und 44 Jahren, 27,5 Prozent zwischen 45 und 64 Jahren und 15,5 Prozent waren 65 Jahre alt oder darüber. Das Durchschnittsalter betrug 41 Jahre. Auf 100 weibliche Personen kamen 92,0 männliche Personen. Auf 100 Frauen im Alter von 18 Jahren oder darüber kamen statistisch 88,7 Männer.

Das jährliche Durchschnittseinkommen eines Haushalts betrug 27.304 USD, das Durchschnittseinkommen der Familien betrug 33.732 USD. Männer hatten ein Durchschnittseinkommen von 28.780 USD, Frauen 19.648 USD. Das Prokopfeinkommen betrug 15.282 USD. 11,7 Prozent der Familien und 15,3 Prozent der Bevölkerung lebten unterhalb der Armutsgrenze. Davon waren 20,3 Prozent Kinder oder Jugendliche unter 18 Jahre und 13,9 Prozent waren Menschen über 65 Jahre.

## Städte
Bluefield, Cedar Bluff, Pocahontas, Richlands, Tazewell

### Gemeinden
(ohne kommunale Selbstverwaltung)
| - Abbs Valley - Baptist Valley - Bishop - Boissevain - Burkes Garden | - Claypool Hill - Falls Mills - Frog Level - Hidden Valley | - Jewell Ridge - Liberty - North Tazewell - Paintlick | - Pisgah - Pounding Mill - Raven - Springville | - Tannersville - Tiptop - Thompson Valley - Wardell |